# Čang Süe-liang
Čang Süe-liang, Chang Hsüeh-liang (tradiční znaky: 張學良; zjednodušené znaky: 张学良; pinyin: Zhāng Xuéliáng) (3. června 1901 - 15. října 2001) byl syn Čang Cuo-lina a severní militarista, který po smrti otce ovládal oblast Mandžuska. V roce 1936 byl iniciátorem Si-anského incidentu.

## Život

### Mládí
Čang Süe-liang se narodil 3. června 1901 v provincii Fengtchien. V mládí ho otec, Čang Cuo-lin, připravil na vojenskou kariéru. Absolvoval tamní vojenskou akademii a v 19 letech začal sloužit v otcově armádě. Rychle se stal plukovníkem a velitelem otcovy osobní stráže. Jako součást udržování vztahů mezi Mandžuskem a Pekingem se stal asistentem prezidenta Sü Š’-čchanga. Brzy byl povýšen na brigádního generála a rok nato odjel na otcův příkaz do Japonska. Po svém návratu navrhl reformy fengtchienské armády, v krátkém čase vytvořil letectvo, které pak bylo užíváno ve válkách s ostatními militaristy k pozorování i bombardování.
V roce 1922 bojoval ve válce mezi klikou Fengtchien a klikou Č'-li. Po jejím skončení se stal velitelem fengtchienské armády a vojenské akademie. V roce 1924, po druhé válce těchto armád, byl ministrem Tuan Čchi-žuejem pozván do Pekingu, kde se následně stal velitelem pekingské vojenské akademie. Kvůli častým absencím v klice Fengtchien, jmenoval svého blízkého přítele Kuo Sung-linga zastupujícím velitelem. Kuo Sung-ling chtěl této pozice využít a stát se vůdcem Mandžuska, proto se na konci roku 1925 pokusil o revoltu proti Čang Cuo-linovi. Ta byla ale neúspěšná a Kuo Sung-ling byl popraven. Čang Cuo-lin dokonce zvažoval popravu svého syna, Čang Süe-liang.
V červenci 1926 zahájil Čankajšek tzv. Severní pochod, jehož cílem bylo vojenské sjednocení Číny. Proto byl Čang Süe-liang poslán otcem na jih, aby bránil postupu Kuomintangské armády na sever. V květnu 1928 nabídl jeho otec Čankajškovi na radu amerických a britských poradců dohodu o ukončení nepřátelství. Krátce nato byl Čang Cuo-lin zavražděn Japonci.

### Militarista
Po smrti svého otce se Čang Süe-liang stal pánem Mandžuska. Jelikož měl pověst lehkomyslného mládence se závislostí na opiu, Japonci předpokládali, že bude snáze manipulovatelný. Čang Süe-liang ale naopak nechal japonské poradce během večeře postřílet a potom proklamoval loajalitu národní vládě, čímž bylo docíleno formální sjednocení Číny.
"Na počátku 30. let se v Japonsku postupně dostávaly ke slovu síly, které absolutizovaly hospodářské a diplomatické úspěchy své země a transformovaly je do myšlenky, že je povinností Japonska osvobodit asijské národy od vykořisťování západními mocnostmi. Přirozeným nástupištěm na asijskou pevninu bylo v této situaci Mandžusko, které tak dostalo pro Japonsko význam nejen hospodářský, ale i strategický." Od roku 1905 vlastnilo Japonsko v této oblasti významné koncese, jako Jihomandžuskou železnici, a přístavy Port Arthur a Dalnyj. 18. září 1931 se japonská Kuantungská armáda pod zinscenovanou záminkou posunula za hranice zóny, kterou měla určenou k ochraně. Čínská armáda neodporovala, velitel Mandžuska, Čang Süe-liang, ležel v té době v nemocnici v Pekingu. Japonsko potom celou oblast obsadilo a vytvořilo na tomto území stát Mandžukuo.

### Sianský incident
12. prosince 1936 přijel Čankajšek do Si-anu na setkání s Čang Süe-liangem a Jen Si-šanem. Byl ale neočekávaně zajat oddíly věrnými Čang Süe-liangovi. Vzbouřenci požadovali ukončení občanské války, vytvoření jednotné fronty s komunistickou stranou, koaliční vládu a propuštění politických vězňů. Čankajšek nakonec s jejich podmínkami souhlasil, ale Čang Süe-lianga nechal uvěznit. V domácím vězení pak Čang Süe-liang strávil více než půl století. Na veřejnosti se objevil až v roce 1988.
Čang Süe-liang zemřel 15. října 2001, ve věku 100 let v Honolulu.